# Prêmio Sakurai

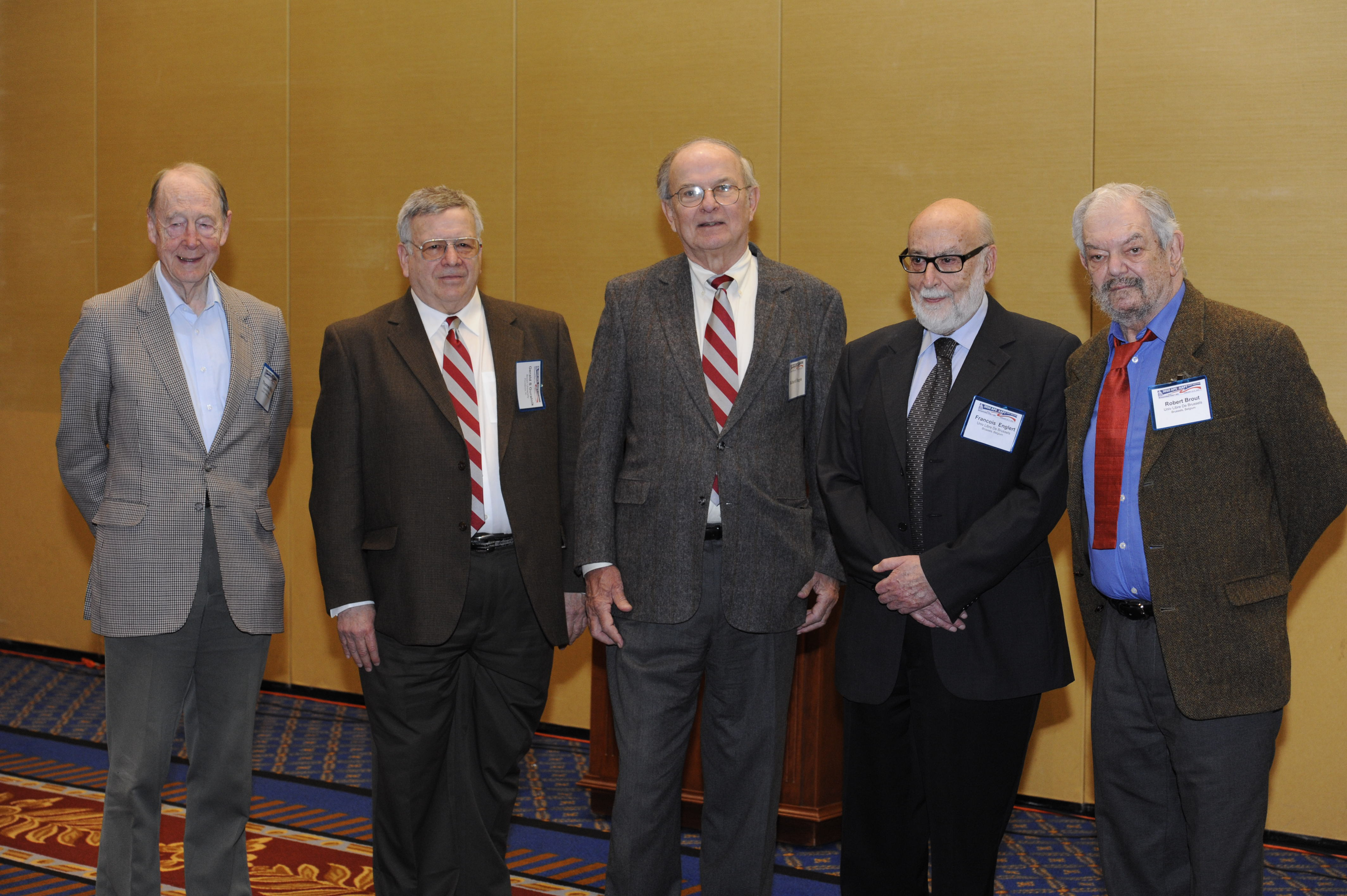
Cinco dos seis ganhadores do Prêmio Sakurai em 2010 da Sociedade Americana de Física - (L a R) Tom Kibble, Gerald Guralnik, Carl Richard Hagen, François Englert, e Robert Brout.

O Prêmio Sakurai (oficialmente J. J. Sakurai Prize for Theoretical Particle Physics) é uma condecoração na área de física teórica, em especial a física de partículas, concedida anualmente pela American Physical Society.
O prêmio foi instituido em 1984, em lembrança de Jun John Sakurai.

## Laureados
- 1985 Toshihide Masukawa e Makoto Kobayashi
- 1986 David Gross, Hugh David Politzer e Frank Wilczek
- 1987 Luciano Maiani e John Iliopoulos
- 1988 Stephen Adler
- 1989 Nicola Cabibbo
- 1990 Tōichirō Kinoshita
- 1991 Vladimir Gribov
- 1992 Lincoln Wolfenstein
- 1993 Mary Gaillard
- 1994 Yoichiro Nambu
- 1995 Howard Georgi
- 1996 William Bardeen
- 1997 Thomas Appelquist
- 1998 Leonard Susskind
- 1999 Michail Schifman, Arkady Vainshtein e Walentin Iwanowitsch Sacharow
- 2000 Curtis Callan
- 2001 Nathan Isgur, Michail Woloschin, Mark Wise
- 2002 William Marciano e Alberto Sirlin
- 2003 Alfred Mueller e George Sterman
- 2004 Ikaros Bigi e Anthony Ichirō Sanda
- 2005 Susumu Ōkubo
- 2006 Savas Dimopoulos
- 2007 Stanley Brodsky
- 2008 Alexei Yuryevich Smirnov, Stanislaw Pawlowitsch Michejew
- 2009 Davison Soper, John Clements Collins, Richard Keith Ellis
- 2010 Robert Brout, François Englert, Gerald Guralnik, Carl Richard Hagen, Peter Higgs e Tom Kibble
- 2011 Chris Quigg, Estia Eichten, Ian Hinchliffe e Kenneth Lane
- 2012 Bryan Webber, Guido Altarelli e Torbjörn Sjöstrand
- 2013 Roberto Peccei e Helen Quinn
- 2014 Zvi Bern, Lance J. Dixon e David Kosower
- 2015 George Zweig
- 2016 G. Peter Lepage
- 2017 Gordon Kane, Howard E. Haber, Jack F. Gunion e Sally Dawson